# Thymoites lobifrons
Thymoites lobifrons är en spindelart som först beskrevs av Simon 1894.  Thymoites lobifrons ingår i släktet Thymoites och familjen klotspindlar.
Artens utbredningsområde är Venezuela. Inga underarter finns listade i Catalogue of Life.